# Casa de Kamehameha
A Casa de Kamehameha (Hale O Kamehameha), ou a dinastia Kamehameha, era a família real reinante do Reino do Havaí, começando com sua fundação por Kamehameha I em 1795 e terminando com a morte de Kamehameha V em 1872 e Lunalilo em 1874. O reino continuaria por mais 21 anos até sua queda em 1893 com a queda da Casa de Kalakaua.
Foi oficializada como dinastia reinando do Havaí através da Constituição Havaiana de 1840.